# ياسين الغناسي
ياسين الغناسي (12 يوليو 1990 في بلجيكا - ) هو لاعب كرة قدم بلجيكي في مركز الجناح يلعب حالياً نادي نانت . شارك مع منتخب بلجيكا تحت 19 سنة لكرة القدم ومنتخب المغرب تحت 20 سنة لكرة القدم ومنتخب بلجيكا تحت 21 سنة لكرة القدم ومنتخب بلجيكا لكرة القدم. أما مع النوادي، فقد لعب مع أوستينده ونادي العين ونادي ستابك ونادي غينت ونادي لوفيرواز ونادي هيرنفين ووست بروميتش ألبيون.

## مسيرته الكروية
لعب ياسين الغناسي خلال مسيرته الاحترافية مع 9 أندية في خمسة عشر موسمًا وسجل خلالها 36 هدفًا ضمن 284 مباراة. حيث فاز في موسمين بالكأس ولم يفز بأي دوري.
خاض ياسين الغناسي مسيرته مع نادي لوفيرواز في موسم 2007–08 لمدة موسم واحد، مشاركًا في 6 مباريات ولم يسجل أي هدف. ثم انتقل إلى نادي غينت في موسم 2008–09 ليلعب معه خمسة مواسم، حيث شارك في 138 مباراة سجل خلالها 17 هدفًا. لينتقل بعدها إلى نادي هيرنفين في موسم 2012–13 لمدة موسم واحد، مشاركًا في 12 مباراة سجل خلالها 5 أهداف. ثم انتقل إلى نادي العين في موسم 2013–14 لمدة موسم واحد، مشاركًا في 11 مباراة سجل خلالها هدفًا واحدًا. هذا وانتقل لاحقًا إلى نادي ستابك ما بين عامي 2015 و2016 لمدة موسم واحد، مشاركًا في 26 مباراة سجل خلالها 3 أهداف. ثم انتقل بعدها إلى نادي أوستينده في موسم 2015–16 واستمر معه طيلة ثلاثة مواسم، مشاركًا في 54 مباراة سجل خلالها 9 أهداف. ليعود وينتقل من جديد، لكن هذه المرة إلى نادي نانت في موسم 2017–18 لمدة موسم واحد، مشاركًا في 20 مباراة ولم يسجل أي هدف. لينتقل بعدها إلى نادي الرائد في موسم 2018–19 لمدة موسم واحد، مشاركًا في 17 مباراة سجل خلالها هدفًا واحدًا.

## روابط خارجية
- ياسين الغناسي على موقع الاتحاد البلجيكي (الإنجليزية)
- ياسين الغناسي على موقع قاعدة بيانات كرة القدم.إي يو (الإنجليزية)
- ياسين الغناسي على موقع ناشيونال فوتبول تيمز (الإنجليزية)
- ياسين الغناسي على موقع Soccerway.com (الإنجليزية)
- ياسين الغناسي على موقع عالم كرة القدم.نت (الإنجليزية)
- ياسين الغناسي على موقع AS.com (الإسبانية)